# كيريل كومباروف
كيريل كومباروف (بالروسية: Комбаров, Кирилл Владимирович)‏ (22 يناير 1987 موسكو روسيا - ) هو لاعب كرة قدم روسي، يلعب كلاعب وسط.

## وصلات خارجية
كيريل كومباروف على موقع قاعدة بيانات كرة القدم.إي يو (الإنجليزية)
- كيريل كومباروف على موقع Soccerway.com (الإنجليزية)
- كيريل كومباروف على موقع عالم كرة القدم.نت (الإنجليزية)
- كيريل كومباروف على موقع AS.com (الإسبانية)